# Rzeź w Worcesterze
Rzeź w Worcesterze – czterodniowy pogrom miasta w 1041 roku, wydany z rozkazu króla Hardekanuta w trakcie jego rządów jako reakcja na bunt mieszkańców w związku z nałożonymi na nich wysokimi podatkami.

## Tło
17 marca 1040 roku zmarł król Harold I Zajęcza Stopa; o tron królewski upomniał się wówczas Hardekanut (syn Kanuta Wielkiego), który przybył z Danii do Anglii na czele floty składającej się z 62 okrętów. Choć przejęcie władzy przebiegło w sposób pokojowy, to nastroje polityczne nie wróżyły niczego pomyślnego. Załoga floty składała się głównie z najemników, których Hardekanut musiał opłacić. W związku z tym wprowadził w kraju bardzo wysoki podatek; roczna suma zebranej na ten cel kwoty wynosiła 21 000 funtów, co czterokrotnie przewyższało dotychczasową stawkę. Spowodowało to kryzys ekonomiczny kraju oraz bunt społeczeństwa. By egzekwować należność, król wysyłał do miast swoją straż przyboczną.
W 1041 roku mieszkańcy miasta Worcester zagonili do katedry dwóch poborców podatkowych i tam dokonali samosądu. Król, na wieść o śmierci członków straży przybocznej, wydał rozkaz spalenia i splądrowania miasta i okolic, a żołnierzom nakazał zabijać tyle ludzi, ile będą w stanie. Mieszkańcy Worcester zostali jednak na czas ostrzeżeni przed zbliżającymi się oddziałami zbrojnymi i większość z nich schroniła się w zamku North Claines na rzece Severn. Wyspę ufortyfikowano i skutecznie obroniono, jednak wojsko królewskie w ciągu czterech dni doszczętnie zniszczyło miasto.

## Następstwa
Po tych wydarzeniach wizerunek króla w oczach poddanych drastycznie się pogorszył. Został określony mianem wiarołomcy i ciemiężyciela, a wpływowi i przychylni dotąd królowi politycy, zaczęli odwracać się od niego. Jak podaje Kronika anglosaska, Hardekanut postanowił sprowadzić do Anglii swojego przyrodniego brata Edwarda i matkę Emmę, określając ich "współwładcami".

## Legenda
Z wysokimi podatkami Hardekanuta związana jest także legenda o lady Godivie i jej obronie Coventry.